# Katsunobu Sakurai
Katsunobu Sakurai (桜井勝延, Sakurai Katsunobu) est un homme politique japonais, né le 4 janvier 1956.

## Formation
Il est étudiant en agriculture à l'Université d'Iwate.

## Carrière politique
Il est élu membre du conseil municipal de Haramachi en 2003, puis de celui de Minamisōma en 2006. Il devient maire de Minamisōma le 29 janvier 2011
Il est maire de Minamisōma lors du séisme de 2011 de la côte Pacifique du Tōhoku et se fait connaître pour ses critiques du gouvernement japonais et de l'exploitant de la centrale nucléaire de Fukushima TEPCO. Ces critiques sont retenues par le Time qui le classe 21e en avril 2011 dans sa liste des 100 personnalités les plus influentes du monde, aux côtés de Takeshi Sanno, médecin qui exerce dans la ville touchée par le tsunami de Minamisanriku.